# Kanton Ladoix-Serrigny
Ladoix-Serrigny is een kanton van het Franse departement Côte-d'Or. Het kanton maakt deel uit van het arrondissement  Beaune.  

Het telt 20.264 inwoners in 2018.

Het kanton werd gevormd ingevolge het decreet van 18  februari 2014 met uitwerking op 22 maart 2015.

## Gemeenten
Het kanton Ladoix-Serrigny omvat volgende 38 gemeenten.
- Aloxe-Corton
- Auxey-Duresses
- Bligny-lès-Beaune
- Bouilland
- Bouze-lès-Beaune
- Chassagne-Montrachet
- Chevigny-en-Valière
- Chorey-les-Beaune
- Combertault
- Corberon
- Corcelles-les-Arts
- Corgengoux
- Corpeau
- Ébaty
- Échevronne
- Ladoix-Serrigny
- Levernois
- Marigny-lès-Reullée
- Mavilly-Mandelot
- Meloisey
- Merceuil
- Meursanges
- Meursault
- Montagny-lès-Beaune
- Monthelie
- Nantoux
- Pernand-Vergelesses
- Pommard
- Puligny-Montrachet
- Ruffey-lès-Beaune
- Saint-Aubin
- Saint-Romain
- Sainte-Marie-la-Blanche
- Santenay
- Savigny-lès-Beaune
- Tailly
- Vignoles
- Volnay